# Merih Malmqvist Nilsson
Merih Malmqvist Nilsson, född 1953 i Turkiet, är en före detta person inom ackreditering och kvalitetssäkring. Malmqvist Nilsson har bland annat varit ställföreträdande generaldirektör på Styrelsen för ackreditering och teknisk kontroll (Swedac) och ordförande i ILAC, det internationella samordningsorganet för ackreditering av laboratorier och kontrollorgan.

## Biografi
Malmqvist Nilsson är alumni från Robert College, Istanbul. Hon började studera till civilingenjör i elektronik på Istanbuls Tekniska Universitet. Hon slutförde sina studier på Chalmers i Göteborg och började arbeta som civilingenjör på SP, Sveriges Tekniska Forskningsinstitut. 1986 rekryterades hon till Swedac. 4 november 2016 valdes Malmqvist Nilsson till ordförande för ILAC, International Laboratory Accreditation Cooperation, där hon tidigare var vice ordförande och haft förtroendepositioner sedan 2003. Hon har nu gått i pension och har inte kvar några förtroendeposter.
Malmqvist Nilsson har översatt böcker från svenska till turkiska, däribland Majgull Axelssons Aprilhäxan, Stig Claessons Eko av en vår och Torbjörn Säfves Ivan Aguéli – en roman om frihet.